# Coenosia inaequalis
Coenosia inaequalis är en tvåvingeart som beskrevs av Malloch 1934. Coenosia inaequalis ingår i släktet Coenosia och familjen husflugor. Inga underarter finns listade i Catalogue of Life.